# Société du Nord et de l'Aisne
La Société du Nord et de l'Aisne est une société de recherche de houille qui exécute en 1838 trois sondages à Cantin et Arleux, puis ouvre en 1839 une fosse à Cantin, qui est abandonnée dans le terrain dévonien, sans avoir découvert de charbon.

## Historique
Les années 1830 - 1840 se caractérisent par un grand élan pour les entreprises industrielles de toute nature, particulièrement pour les mines de houille. Dans le Nord, cet engouement fait suite à la découverte par la toute récente compagnie des mines de Douchy d'un riche gisement de charbon gras. Le sol, ou un vingt-sixième de cette compagnie, qui se vendait à peine 2 230 francs en février 1833, atteint en janvier 1834 le prix exorbitant de 300 000 francs. Les demandes de concessions se multiplient dans la région (il y en aura jusqu'à 70 en 1837). Cette fièvre des recherches de charbon a pour conséquence la création d'un grand nombre de compagnies ou de sociétés, dont peu finalement sont parvenues à durer. 
La Société du Nord et de l'Aisne effectue trois sondages à Cantin et Arleux, puis tente une fosse, qui n'a pas permis la découverte de charbon.

### Premier sondage au sud-ouest de Roucourt
50° 19′ 16″ N, 3° 07′ 31″ E
Le premier sondage au sud-ouest de Roucourt est établi sur le territoire de Cantin en 1838, à 1 200 mètres au nord-est de la future fosse de Cantin, près de la limite sud de la Concession d'Aniche. Ce sondage a donné des résultats incertains. Il est abandonné dans les schistes et les grès dévoniens, rencontrés sous les morts-terrains. Il a atteint la profondeur de 165 mètres.
Aucune trace ne subsiste du sondage, qui est localisé dans un champ, à l'est de la ligne Saint-Just-en-Chaussée - Douai.

### Sondage de Cantin
50° 19′ 00″ N, 3° 07′ 08″ E
La société du Nord et de l'Aisne établit son deuxième sondage à un kilomètre au nord-ouest de Cantin, le long de la route de Douai, en 1838. Tout comme le premier sondage, les résultats sont incertains. La profondeur est de 165 mètres. Aucune trace ne subsiste du sondage, qui est situé dans un champ, près de l'ancienne carrière.

### Sondage d'Arleux
50° 17′ 39″ N, 3° 06′ 52″ E
Le troisième sondage est établi à deux kilomètres au sud-ouest de Cantin, non loin du village d'Arleux, sur le bord du Canal de la Sensée. Il est tombé sur les grès rouges à la profondeur de 135 mètres en 1838. En 1860, la Compagnie d'Azincourt fait, sans résultat, une tentative pour le reprendre. Un hangar occupe l'emplacement du sondage.

### Fosse de Cantin
50° 18′ 49″ N, 3° 07′ 19″ E
La fosse de Cantin est ouverte en 1839, à trente mètres de la route de Douai, du côté du Canal de la Sensée, et à 500 mètres du centre du village. Le terrain dévonien a été trouvé à la profondeur de 165 mètres, puis le fonçage du puits est continué dans onze ou quatorze mètres de rocher selon les sources. Le puits atteint la profondeur de 179 mètres. Quelques mètres de galerie ont été effectués. Des venues d'eau d'une certaine importance obligent l'utilisation d'une machine de Cornouailles, afin d'épuiser les eaux. Sa puissance était de 90 chevaux. Les travaux étaient encore en activité en avril 1840, mais dans le courant de l'année, la fosse est abandonnée et le matériel est mis en vente, l'emplacement du puits est acheté pour y établir une sucrerie, près du croisement des actuelles rues de Douai, et du Molinel.